# Ingmar Grenthe
Ingmar Rolfsson Grenthe, född 21 december 1933 i Jönköping, död 19 januari 2020, var en svensk kemist som var verksam som professor i oorganisk kemi vid Kungliga Tekniska högskolan (KTH).
Grenthe disputerade 1964 vid Lunds universitet och blev 1975 professor i oorganisk kemi vid KTH. 
Ett av Grenthes forskningsområden var kemiska aspekter av kärnbränsle. Han var också aktiv i olika energi- och miljösammanhang, bland annat som ordförande i Mistra, Stiftelsen för miljöstrategisk forskning.
Han initierade forskning inom områdena hantering av kärnkraftsavfall samt metallåtervinning, där resultat från vattenlösningskemi kom att få stort värde för hantering av viktiga frågor kring slutförvaringen av utbränt kärnbränsle samt gruvavfall. Grenthe var en betydande bidragsgivare till många publikationer i OECD/NEA:s Thermochemical Database (TDB) Project, vars syfte är att "to make available a high-quality, traceable, internally consistent and internationally recognised chemical thermodynamic database of selected elements relevant to the safety of radioactive waste repositories, providing data that are vital to support the geochemical modelling of such systems."
Grenthe invaldes 1984 som ledamot nummer 1260 av Kungliga Vetenskapsakademien och var från 1979 ledamot av Ingenjörsvetenskapsakademien. Han var adjungerad ledamot av Nobelkommittén för kemi från 1995 och ordinarie ledamot av densamma från 1999 fram till ett okänt årtal.

### Chemical Thermodynamics
- 1992 – Grenthe Ingmar, red (1992-) (på engelska). Chemical thermodynamics. Amsterdam: North-Holland. Libris 1318385
- 1992 – Wanner Hans, Forest Isabelle, red (på engelska). Chemical thermodynamics. Vol. 1, Chemical thermodynamics of uranium. Amsterdam: North-Holland. Libris 1318388. ISBN 0-444-89381-4. https://www.oecd-nea.org/jcms/pl_13704
- 1995 – Silva Robert J., Grenthe Ingmar, red (på engelska). Chemical thermodynamics Vol. 2 Chemical thermodynamics of americium. Amsterdam: North-Holland. Libris 1318387. ISBN 044482281X. https://www.oecd-nea.org/jcms/pl_13704

- 1999 – Grenthe Ingmar, Rard Joseph A., Sandino M. C. Amaia, Östhols Erik, red (på engelska). Chemical thermodynamics. Vol. 3, Chemical thermodynamics of technetium. Amsterdam: Elsevier. Libris 1318386. ISBN 0-444-50378-1